# Akira Matsunaga
Akira Matsunaga (Yaizu, 21. rujna 1914. – 20. siječnja 1943.) japanski je nogometaš.

## Reprezentativna karijera
Za japansku reprezentaciju igrao je 1936. godine. Odigrao je 2 utakmice postigavši 1 pogodaka.
S japanskom reprezentacijom Akira Matsunaga je igrao na Olimpijskim igrama 1936.

## Statistika
| Japan  | Japan | Japan |
| Godina | Nas.  | Gol.  |
| ------ | ----- | ----- |
| 1936.  | 2     | 1     |
| Ukupno | 2     | 1     |

## Vanjske poveznice
- National Football Teams
- Japan National Football Team Database